# Hicham Talhi

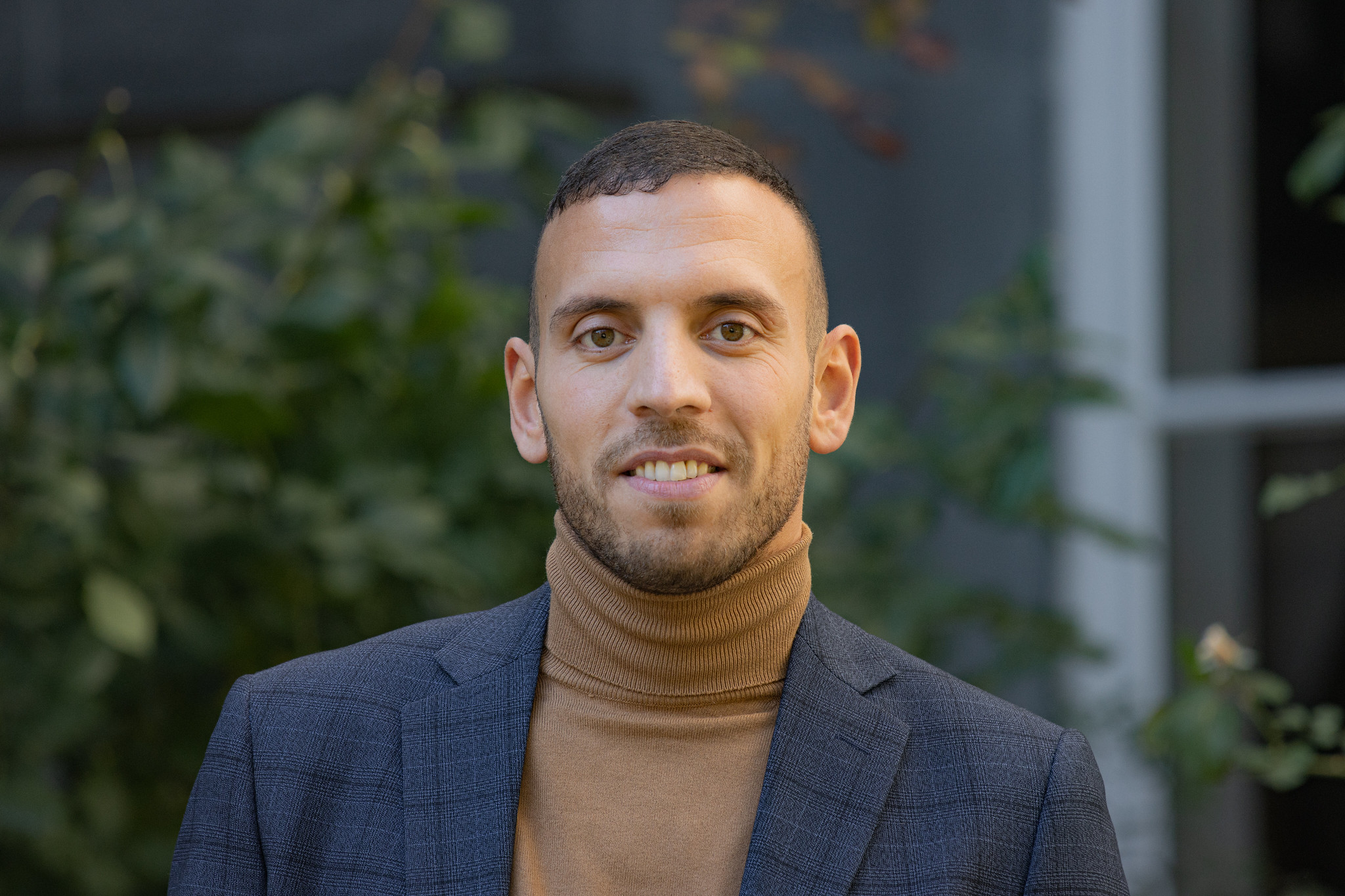
Hicham Talhi

Hicham Talhi (Etterbeek, 11 april 1990) is een Belgisch politicus voor Ecolo.

## Levensloop
Talhi, die Marokkaanse roots heeft, werkte van 2008 tot 2021 bij Autogrill, een keten van wegrestaurants, en werd zelfstandig chauffeur in de logistieke sector.
Hij trad toe tot de partij Ecolo en is voor deze partij sinds december 2012 gemeenteraadslid van Evere. Van 2012 tot 2018 was hij er fractievoorzitter voor zijn partij in de gemeenteraad.
Bij de Brusselse gewestverkiezingen van mei 2019 werd Talhi verkozen in het Brussels Hoofdstedelijk Parlement. Van 2019 tot 2024 was hij er ondervoorzitter en hij legde zich toe op cultuur en media, justitie en veiligheid en de relatie van burgers met openbare diensten als politie, brandweer en de taxisector.
In juni 2024 werd hij niet rechtstreeks herkozen in het Brussels Parlement, maar Talhi kon toch in het parlement blijven zetelen als tijdelijke vervanger van Zakia Khattabi, ontslagnemend federaal minister.